# Richard C. Harrington
Richard Charles Harrington (* 22. Oktober 1956 in Birmingham; † 23. Mai 2004 in Manchester) war Professor für Kinder- und Jugendpsychiatrie an der Universität Manchester, England. Seine Forschungsergebnisse auf dem Gebiet der psychischen Erkrankungen von Kindern, insbesondere der kindlichen Depression und ihrer Behandlung mithilfe der kognitiven Verhaltenstherapie, bleiben auch nach seinem Tod wegweisend.
Richard Harrington wurde in Birmingham als Sohn eines niedergelassenen Psychiaters geboren und ging an der Bedford School zur Schule. Von 1975 an studierte er an der Birmingham Medical School, wo er Preise für herausragende Leistungen in Anatomie, Physiologie, Biochemie und im klinischen Studium Psychiatrie bekam. Nach dem Studium wurde er Weiterbildungsassistent für Psychiatrie am Maudsley Hospital. Nach dem Erreichen des Facharzttitels für klinische Psychiatrie wurde er Master of Philosophy und entschied sich, im sich gerade entwickelnden neuen Bereich der Kinder- und Jugendpsychiatrie weiterzuarbeiten. An der in Fachkreisen weltbekannten Fachabteilung für Kinder- und Jugendpsychiatrie unter Sir Michael Rutter begann er Forschungen zur Familiendynamik und dem Langzeitkrankheitsverlauf von Kindern und Jugendlichen mit Depression, mit deren Ergebnissen er an der Universität Birmingham promovierte. 1991 verließ er das Institut für Psychiatrie und wurde Professor für Kinder- und Jugendpsychiatrie an der Universität Birmingham. 1994 wechselte er an den Lehrstuhl für Kinder- und Jugendpsychiatrie an der Universität Manchester. Weiterhin forschte er im Bereich der kindlichen Depressionen, weitete seine Untersuchungen aber auf frühe kindliche Verhaltensstörungen aus. Mehr und mehr wurden detaillierte Protokolle für die Behandlung depressiver Kinder entwickelt. Diese enthielten Einzelbehandlungen der Kinder auf Grund der kognitiven Verhaltenstherapie, aber auch Gruppentherapien für depressive Kinder und selbstverletzende Jugendliche sowie Trainingsgruppen für Eltern verhaltensgestörter Kinder.
Er wurde Vorstandsmitglied der British Child Psychiatry Research Society sowie Sekretär und Vizepräsident der Europäischen Gesellschaft für Kinder- und Jugendpsychiatrie (ESCAP). 1998 erhielt er den Nathan Cummings Foundation Award der Amerikanischen Akademie für Kinder- und Jugendpsychiatrie (AACAP). Im Sommer 2004, also erst kurz nach seinem Tod, wurde – mit Kollegen aus Manchester und Cambridge – die bislang größte Vergleichsstudie über antidepressive Medikation mit und ohne Verhaltenstherapie bei kindlicher Depression fertiggestellt.
Der 16. Weltkongress der Kinder- und Jugendpsychiatrie im August 2004 in Berlin stand unter dem Zeichen des Gedenkens an Harrington.

## Standardwerk auf Deutsch
- Kognitive Verhaltenstherapie bei depressiven Kindern und Jugendlichen, Hogrefe-Verlag Göttingen 2001, ISBN 978-3801714857

| Personendaten    | Personendaten                                                      |
| ---------------- | ------------------------------------------------------------------ |
| NAME             | Harrington, Richard C.                                             |
| ALTERNATIVNAMEN  | Harrington, Richard Charles (vollständiger Name)                   |
| KURZBESCHREIBUNG | englischer Psychiater, Professor für Kinder- und Jugendpsychiatrie |
| GEBURTSDATUM     | 22. Oktober 1956                                                   |
| GEBURTSORT       | Birmingham                                                         |
| STERBEDATUM      | 23. Mai 2004                                                       |
| STERBEORT        | Manchester                                                         |